# Fenyves Ervin
Fenyves Ervin (Ervin J. Fenyves) (Budapest, 1924. augusztus 29. – Dallas, 2014. október 14.) állami díjas (1965) amerikai-magyar fizikus, egyetemi tanár, a Magyar Tudományos Akadémia külső tagja (1998). A fizikai tudományok doktora (1960).

## Életpályája
Fenyves Zoltán (1888–1933) gyógyszerész és Burg Valéria fiaként született. 1944-ben munkaszolgálatos volt a második világháborúban. 1946-ban végzett a Pázmány Péter Tudományegyetem matematika-fizika szakán. 1946–1950 között az ELTE tanársegéde volt. 1948-ban gyógyszerész oklevelet szerzett a Pázmány Péter Tudományegyetemen. 1950-ben szerezte meg egyetemi doktori oklevelét. 1950–1968 között a Magyar Tudományos Akadémia Központi Fizikai Kutatóintézetének tudományos munkatársa, 1954-től osztályvezetője, 1968-tól tudományos igazgató-helyettese volt. Az ELTE docense, majd egyetemi tanára volt. 1964–1967 között a dubnai Egyesített Magfizikai Kutatóintézet igazgató-helyettese volt. 1968–1969 között a Nemzetközi Atomenergia-ügynökség (IAEA) fizikai osztályának vezetőjeként dolgozott Bécsben. 1969-ben az USA-ba emigrált. 1969–1970 között a Pennsylvaniai Egyetem vendégkutatója volt. 1970–1972 között a dallasi Texasi Egyetem vendégprofesszora, 1972–1987 között professzora, majd professzor emeritusa volt. 1977–1980 között a Környezetvédelmi Kutatóközpont ügyvezető igazgatója volt. 1983-tól a Dallasi Orvostudományi Egyetem címzetes professzora volt. 1995-ben az Eötvös Loránd Fizikai Társulat tiszteletbeli tagja lett. 1998-tól a Magyar Tudományos Akadémia külső tagja volt. 2011-ben nyugalomba vonult.
Kutatási területe a kozmikus sugárzás, nagy energiájú részecskefizika, az univerzum sötét anyaga, a kvantumelmélet, az orvosi fizika és a radioaktív hulladékok kezelése volt. Több mint 200 tudományos publikáció, 4 szakkönyv szerzője volt.

## Művei
- Fizikai alapismeretek gyógyszerészhallgatók részére (Jegyzet, Budapest, 1950)
- Atomsugárzások mérése (Budapest, 1956)
- 30 6eV körüli neutronok ütközési hatás-keresztmetszetének vizsgálata ólomban (Doktori értekezés; Budapest, 1960)
- Die physikalischen Grundlagen der Kernstrahlungmessungen (Budapest, 1965)
- The physical principles of nuclear rediation measurenemest (New York–Budapest, 1969)
- High Energy Physics at the Standard Model and Beyond (1995)
- Problems of our days - one hundred years after R. Eotvos (1998)

## Díjai, elismerései
- Bródy Imre-díj (1952)[4]
- Schmid Rezső-díj (1952)[4][5]
- Kossuth-díj (1965)[6][7]
- Állami Díj (1965)[5]